# 信長の野望 201X
『信長の野望 201X』（のぶながのやぼう ニマルイチエックス）は、コーエーテクモゲームスが運営しているオンラインゲーム。21世紀の日本を舞台にした基本無料、アイテム課金方式のフォーメーションバトルRPG。
対応プラットフォームはAndroid、iOS、Microsoft WindowsPC、PlayStation Vita。PlayStation Vita版は信長の野望シリーズとしては初のCEROレーティングBとなる。
2019年11月27日、『信長の野望 20XX』（のぶながのやぼう ニマルダブルエックス）としてリニューアルされた。

## 概要
「信長の野望シリーズ」のスピンオフ作品。現代日本を舞台に、幽魔達に占領された都市を解放するために、木下秀吉や織田信長といった戦国武将を仲間にして戦うロールプレイングゲーム。
戦国武将がライフルや拳銃などの現代兵器を使用するという異色の作品。
PS Vita版は本体を縦に持ってプレイする。物理ボタンや方向キーなどは使用せず、タッチ操作のみでプレイを行う。

## 登場人物
主人公
本作の主人公。陰陽師。名前はプレイヤーが設定可能。武将たちに指示を出す。
芦上まつり（あしがみまつり）
特地解放機構のエージェント。主人公と共に行動し、ゲームの説明を行う。
木下秀吉（きのしたひでよし）
猿顔の男。信長の部下。
木下ねね
秀吉の妻。
戸萌（ともえ）小夏
まつりの上司。
石動（いするぎ）静馬
特地解放機構の理事。眼鏡をかけヒゲを蓄えている。部下思い。
はつな
謎の女陰陽師。
織田信長（おだのぶなが）
秀吉の主君。